# Eurhynchiella
Eurhynchiella là một chi rêu trong họ Brachytheciaceae.